# Arcelia (Messico)
Arcelia è un comune del Messico, situato nello stato di Guerrero, il cui capoluogo è la località omonima.
Conta 31.406 abitanti (2015) e ha un'estensione di 725,1 km².